# Albanese Onafhankelijkheidsoorlog
De Albanese onafhankelijkheidsoorlog was het streven naar een onafhankelijk Albanië gedurende de Tweede Wereldoorlog. Albanië werd na de Italiaanse invasie geannexeerd door het Koninkrijk Italië. Vanaf 1943 werd Albanië onderdeel van Nazi-Duitsland. De communistische Albanese partijen spanden samen en wisten Albanië hierna succesvol te bevrijden.

## Verloop
Kort na de Italiaanse bezetting kwamen de Albanezen in opstand. Vanuit de ondoordringbare Albanese wouden voerden zij guerrilla-acties uit. Albanese, westers georiënteerde liberalen, richtten in 1941 de Balli Kombëtar op. Zij streefden naar een democratische republiek en waren bereid landhervormingen uit te voeren. Later spande de Balli Kombëtar op met de nazi's tegen de communistische Albanese partijen.  Motieven hiervoor waren het gewenste  
irredentistische concept Groot-Albanië en de anticommunistische overtuigingen. Tegenstanders waren de communistische Albanese partijen, de Joegoslavische partizanen, de Servische Četniks en de Nationaal Republikeinse Griekse Liga. Ook de niet-Albanese burgerbevolking moest het hierbij ontgelden. Als gevolg van partij kiezen voor de nazi's werd de groep kort na de oorlog verslagen door het Albanese Volksleger. 
Daarnaast ontstond de monarchistische Legaliteti van kolonel Abaz Kupi. Met de hulp van Joegoslavische communisten werd op 8 november 1941 de Albanese Communistische Partij (ACP) opgericht, met Enver Hoxha als eerste secretaris. De communisten begonnen direct aan een partizanenstrijd tegen de Italianen. In september 1942 verenigden de drie verzetsgroepen zich in het Nationaal Bevrijdingsfront (LNC). Later vormde het LNC de Nationale Anti-Fascistische Raad voor de Bevrijding, voorgezeten door de voormalige anti-fascistische ideoloog, die desondanks korte tijd met de Italiaanse bezetter collaboreerde, - en nu communist - Omer Nishani.
In 1943 capituleerden de Italianen en namen de Duitsers de macht over in Albanië. De Duitsers stelden een regentschapsraad in en verboden de fascistische partij. Vanaf het begin van de Duitse bezetting moesten de Duitse militairen zich steeds verder terugtrekken. In het najaar van 1944 trokken de Duitsers zich uit Albanië terug. Hoxha en de communisten namen daarop de hoofdstad Tirana in en installeerden een voorlopige regering. De Legaliteti van Kupi en de Balli Kombetar werden verboden. Communisten van de ACP en pro-communistische personen verenigden zich in een Democratisch Front (DF). Bij de verkiezingen van december 1945 behaalde het DF 93% van de stemmen en vormde het een communistische regering met ACP-secretaris Enver Hoxha als premier. Hoxha bleef daarnaast partijsecretaris en werd tevens minister van Defensie. De tweede man in de regering, minister van Binnenlandse Zaken Koci Xoxe, werd echter in deze beginfase van het communisme in Albanië de sterke man. In 1946 werd de monarchie afgeschaft en de Volksrepubliek Albanië uitgeroepen. Ömer Nishani werd het eerste staatshoofd.